# Puščica (izstrelek)
Puščica je izstrelek, narejen iz dolge, tanke palice s priostreno konico in peresi, pritrjenimi na zadnjem delu, namenjen streljanju z lokom. Konica je običajno iz tršega, težjega materiala, na zadnjem koncu pa ima puščica zarezo, s katero se usede na tetivo loka. Peresa so namenjena stabilizaciji leta, puščice imajo večinoma po tri, pritrjene pod medsebojnim kotom 120 º vzdolž osi.
Človek je uporabljal lok in puščice za lov in vojskovanje že v prazgodovini, to tehnologijo so poznale kulture po vsem svetu. Šele v zgodnjem novem veku jih je nadomestilo strelno orožje na smodnik, tako da se zdaj uporaba ohranja zlasti ljubiteljsko in za športno streljanje.